# Pilea strigosa
Pilea strigosa är en nässelväxtart som beskrevs av Hugh Algernon Weddell. Pilea strigosa ingår i släktet pileor, och familjen nässelväxter. Inga underarter finns listade i Catalogue of Life.